# شون بويد
شون بويد (بالإنجليزية: Sean Boyd)‏ هو لاعب كرة الماء أسترالي، ولد في 10 مارس 1978.

## وصلات خارجية
- شون بويد على موقع الاتحاد الدولي للسباحة (الإنجليزية)
- شون بويد على موقع اللجنة الأولمبية الدولية (الإنجليزية)
- شون بويد على موقع أوليمبيديا (الإنجليزية)
- شون بويد على موقع اللجنة الأولمبية الأسترالية (الإنجليزية)